# 後藤重元
後藤 重元（ごとう しげもと、永正13年（1516年） - 天正5年（1577年））は、戦国時代から安土桃山時代にかけての武将。姉小路氏の家臣。通称は帯刀。

## 人物
永正13年（1516年）、飛騨国にて誕生。
古川姉小路家臣となる。記録では姉小路済継に仕えたとされるが、年代が合わないため、姉小路済俊または高綱の代であると思われる。
その頃の飛騨国司家は三家に分裂しており、古川家臣だった三木氏をも巻き込み内輪での激しい抗争が続いていた。天正4年（1576年）、高綱が死去した事で古川家は後嗣なく滅亡、向小島家の当主・向宣政が次期国司となるも幼少であったため、翌5年（1577年）頃、家臣の牛丸重親が主家乗っ取りを企て宣政暗殺を試みた。
その最中、重元は宣政を常陸国へと密かに脱出させたが、牛丸氏との一連の騒動の中で飛騨国にて討死したという。重元の活躍により生き延びた宣政は後に親戚であった佐竹家に仕えた。
分裂していた上、動乱の多かった姉小路氏だが、家臣を含めて生没年がはっきり分かっている武将は少ない中で、生没年の記録が残っている数少ない姉小路家臣である。